# Cantone di Le Marigot
Il cantone di Le Marigot è una divisione amministrativa situato nel dipartimento e regione della Martinica.

## Comuni
- Le Marigot